# نويل سانت-جيرمان
نويل سانت-جيرمان هو سياسي كندي، ولد في 24 ديسمبر 1922 في مونتريال في كندا، وتوفي في 27 يوليو 1998 في لا شين في كندا. نشط حزبياً في حزب كيبيك الليبرالي. وقد انتخب عضو الجمعية الوطنية في كيبك ‏.